# Firminópolis (kommun)
Firminópolis är en kommun i Brasilien.   Den ligger i delstaten Goiás, i den centrala delen av landet, 270 km väster om huvudstaden Brasília. Antalet invånare är 11 603.
Följande samhällen finns i Firminópolis:
- Firminópolis

Omgivningarna runt Firminópolis är huvudsakligen savann. Runt Firminópolis är det glesbefolkat, med 15 invånare per kvadratkilometer.